# Kerkhof van Mérignies
Het Kerkfhof van Mérignies is een gemeentelijke begraafplaats in de Franse gemeente Mérignies in het Noorderdepartement. Het kerkhof ligt er rond de Église Saint-Amand in het dorpscentrum.

## Britse oorlogsgraven
Op het kerkhof bevindt zich een Brits militair perk met gesneuvelden uit de Tweede Wereldoorlog. Het perk telt 12 graven, waarvan er 9 zijn geïdentificeerd. De graven worden onderhouden door de Commonwealth War Graves Commission. In de CWGC-registers is het kerkhof opgenomen als Merignies Churchyard.